# Carlos Hyde
Carlos Hyde (* 20. September 1990 in Cincinnati, Ohio) ist ein ehemaliger US-amerikanischer American-Football-Spieler auf der Position des Runningbacks. Er spielte während seiner siebenjähriger Profizeit in der National Football League (NFL) für die San Francisco 49ers, Cleveland Browns, Jacksonville Jaguars, Houston Texans und Seattle Seahawks.

## Jugend
Carlos Hyde wurde am 20. September 1990 in Cincinnati, Ohio geboren, wuchs dort auf und spielte an der Princeton Highschool American Football. Die letzten drei Jahre in der Highschool lebte er bei seiner Großmutter in Naples und spielte dort für die Naples Highschool, mit denen er die Meisterschaft in Florida gewann.

## College
Nach der Highschool galt Hyde als eines der besten Talente als Fullback. So erhielt er einige Stipendienangebote von namhaften Colleges, unter anderem von den drei großen Universitäten in Florida (University of Florida, University of Miami und der Florida State University). Da er als Fan der Ohio State Buckeyes in Cincinnati aufwuchs, entschied er sich aber für die Ohio State University. Aufgrund schlechter akademischer Leistungen schaffte er es jedoch nicht, sich direkt im Anschluss an die Highschool an der Ohio State einzuschreiben, und er verbrachte das Herbstsemester 2009 an der Fork Union Military Academy in Fork Union, Virginia, um seine Leistungen im ACT-Test zu verbessern.
Carlos Hyde spielte daraufhin von 2010 bis 2013 College Football für die Ohio State Buckeyes und steigerte sich kontinuierlich. Den Durchbruch schaffte er als Junior mit 970 Yards und 16 Touchdowns in weniger als zehn Spielen. In seinem letzten Jahr für die Buckeyes lief er 1.521 Yards und erzielte 15 Touchdowns bei einem Schnitt von 7,3 Yards pro Lauf – ein neuer Rekord für die Ohio State University.

## NFL
Nach dem Tausch von Draftrechten mit den Miami Dolphins und den Denver Broncos wählten die San Francisco 49ers Carlos Hyde im NFL Draft 2014 in der zweiten Runde als 57. Spieler aus. Er begann die Saison als Backup von Runningback Frank Gore und erzielte in seinem ersten NFL-Spiel seinen ersten Touchdown beim 28:17-Sieg gegen die Dallas Cowboys. Insgesamt erzielte Hyde 21 Touchdowns in 50 Spielen für die 49ers.
Zur Saison 2018 wechselte Hyde zu den Cleveland Browns. Dort bestritt er lediglich sechs Partien, in denen er es auf fünf Touchdowns brachte.
Am 19. Oktober 2018 wechselte Hyde im Tausch für einen Fünftrundenpick zu den Jacksonville Jaguars. In acht Spielen für die Jags lief er 58 Mal für 189 Yards. Am 8. März 2019 wurde er von den Jaguars entlassen. Einen Tag später, am 9. März 2019, verpflichteten die Kansas City Chiefs den Runningback, er unterschrieb einen Einjahresvertrag über 2,8 Millionen Dollar.
Am 1. September 2019 tradeten die Kansas City Chiefs Carlos Hyde zu den Houston Texans. Im Gegenzug erhielten die Chiefs Guard Martinas Rankin.
Am 22. Mai 2020 verpflichteten die Seattle Seahawks Hyde, er unterschrieb einen Einjahresvertrag über 4,0 Millionen Dollar.
Im März 2021 wechselte Hyde zu den Jacksonville Jaguars. In zwölf Spielen erlief er 253 Yards und einen Touchdown bei 72 Versuchen. Am 11. März 2022 entließen die Jaguars Hyde.